# Épizon
Épizon ist eine französische Gemeinde mit 156 Einwohnern (Stand: 1. Januar 2022) im Département Haute-Marne in der Region Grand Est. Sie gehört zum Arrondissement Saint-Dizier und ist Mitglied im Gemeindeverband Communauté de communes du Bassin de Joinville en Champagne. Die Bewohner werden Epizonais und Epizonaises genannt.
Épizon entstand mit Wirkung vom 28. Februar 2013 als Commune nouvelle durch die Zusammenlegung der früher selbstständigen Gemeinden Épizon und Pautaines-Augeville, die fortan den Status als Communes déléguées besitzen. Der Verwaltungssitz befindet sich im Ort Épizon.

## Gemeindegliederung
| Commune déléguée         | Ehemaliger INSEE-Code | PLZ   | Fläche (km²) | Einwohnerzahl (2022) |
| ------------------------ | --------------------- | ----- | ------------ | -------------------- |
| Épizon (Verwaltungssitz) | 52187                 | 52230 | 23,11        | 128                  |
| Pautaines-Augeville      | 52379                 | 52270 | 14,42        | 028                  |

## Geografie

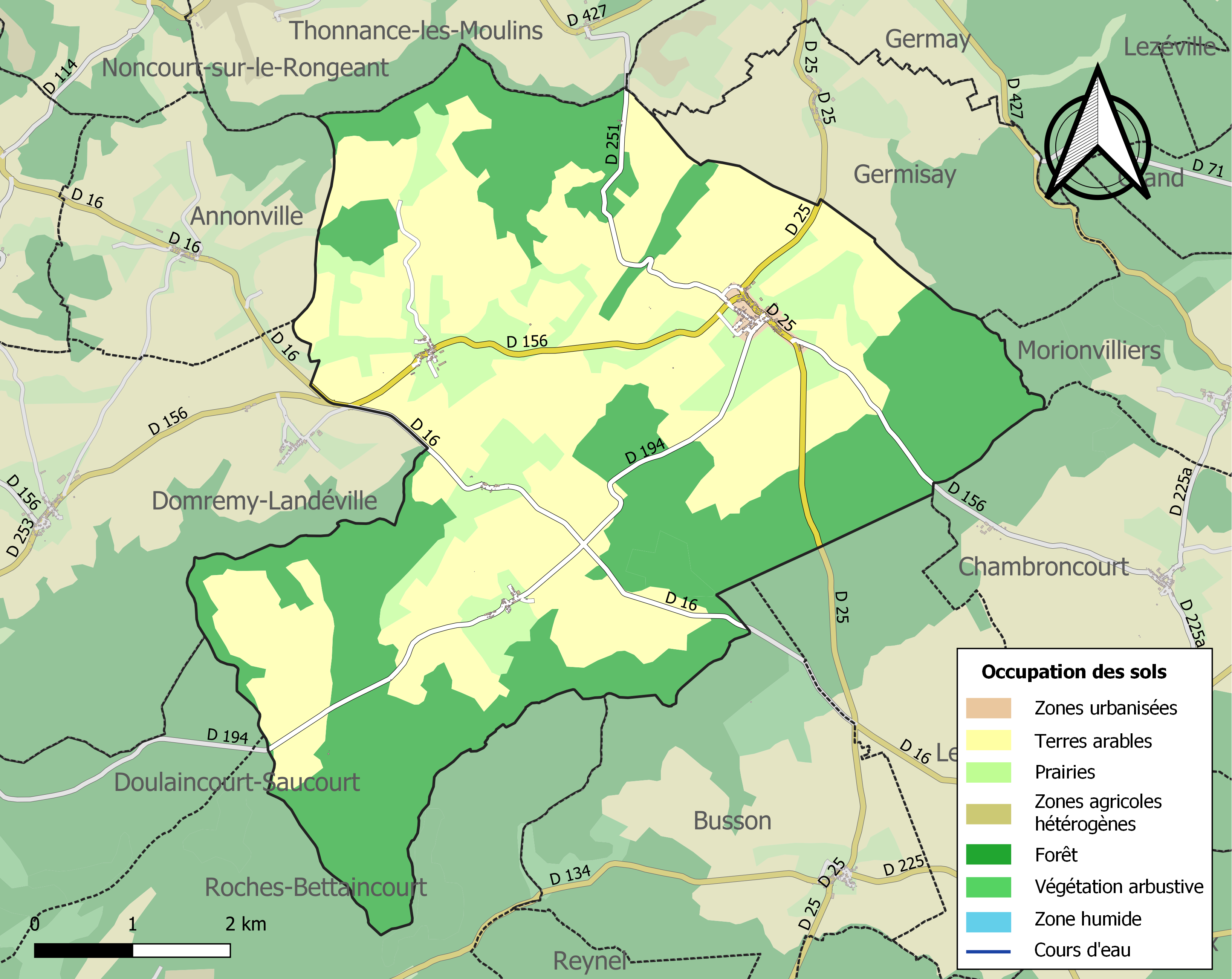
Bodennutzung und Infrastruktur von Épizon (2018)

Épizon liegt im Nordosten des Départements Haute-Marne etwa 41 Kilometer südöstlich von Saint-Dizier, etwa 26 Kilometer westnordwestlich von Neufchâteau und etwa 34 Kilometer nordnordöstlich von Chaumont im Südosten der historischen Provinz der Champagne. Die Gemeinde befindet sich auf dem Plateau zwischen den Flusstälern von Marne und Maas im Einzugsgebiet der Seine und wird allein vom zeitweise trockenfallenden Ruisseau Bouillon entwässert, der hier entspringt und ihr Gebiet im Südosten begrenzt. Das Bodenrelief ist hügelig ausgeprägt mit Höhen durchweg über 300 m und einem hervorgehobenen, von Südwest nach Nordost verlaufenden Höhenzug nordwestlich des Gemeindezentrums. Dort wird an zwei Stellen mit 422 m auch die höchste Erhebung der Gemeinde gemessen. Die geografische Lage erlaubt den Betrieb von derzeit drei Windparks mit 39 Windkraftanlagen. Der genehmigte Bau eines weiteren Windparks wurde hingegen aus Gründen zum Schutz der Natur und der Landschaft am 21. Dezember 2023 vom Verwaltungsberufungsgericht in Nancy annulliert. Der Conseil d’État bestätigte zwei Jahre später diese Entscheidung. Das Zentrum von Épizon weist die Siedlungsform eines Straßendorfs auf. Es liegt auf etwa 365 m Höhe.
Teile des Gebiets von Épizon gehören zu den ZNIEFF-Naturzonen „Combe du Bouillon dans la Forêt du Pavillon à Pautaines“ (210008956), „Combe de Prèle et de Françionveau, de Doulaincourt à Domremy-Landéville“ (210008989), „Pelouses et prairies du Coteau de Velaire à Épizon“ (210020098) und „Bois, pelouses et résurgence entre Épizon et et Thonnance-les-Moulins“ (210020246).
Rund 58 % der Fläche von Épizon werden landwirtschaftlich, hauptsächlich als Kulturboden genutzt, rund 41 % sind bewaldet, rund 1 % entfällt auf bebaute Flächen (Stand: 2018).
Umgeben wird Épizon von elf Nachbargemeinden:
| Annonville            | Thonnance-les-Moulins                       | Germay Germisay              |
| Domremy-Landéville    | Kompassrose, die auf Nachbargemeinden zeigt | Morionvilliers Chambroncourt |
| Doulaincourt-Saucourt | Busson Roches-Bettaincourt                  | Leurville                    |

## Sehenswürdigkeiten
- Kirche Saint-Didier im Ortsteil Épizon
- Kapelle Sainte-Barbe (ehemalige Einsiedelei) im Ortsteil Épizon
- Kirche Saint-Hubert im Ortsteil Augeville
- Kirche Saint-Nicolas im Ortsteil Pautaines
- Kirche Saint-Remy im Ortsteil Bettoncourt-le-Haut

## Bildung
Épizon verfügt über eine öffentliche Grundschule Edmond Saguier (École élémentaire) im Ortsteil Épizon mit 39 Schülerinnen und Schülern im Schuljahr 2014/2025.

## Wirtschaft
Épizon liegt in den Zonen AOC und geschützte geografische Angabe (IGP)
- des Brie de Meaux (AOC) und
- des Emmental français Est-Central (IGP).[8]

## Verkehr
Épizon liegt abseits größerer Verkehrsachsen. Die Departementsstraße D 25 führt in nördlicher Richtung nach Germay, in südlicher Richtung nach Busson. Die D 156 verbindet die Gemeinde im Westen nach Domremy-Landéville, im Osten nach Chambroncourt. Nachgeordnete Departementsstraßen und lokale Landstraßen verbinden das Zentrum in Épizon mit dem Ortsteil Pautaines-Augeville und mit weiteren Nachbargemeinden.